# 王盟
王 盟（おう めい、? - 545年）は、中国の西魏の軍人。字は子仵。妹は宇文泰の母（楽浪王氏）。兄の子は王顕（王誼の父）。漢王朝の武帝が紀元前108年に朝鮮半島に設置した植民地・楽浪郡で勢力を張った中国系豪族の楽浪王氏の出身。

## 経歴
北魏の伏波将軍の王羆の子として生まれた。王盟の子の王懋の開皇7年（587年）作「王懋墓誌」に「其先世有入仕於魏者，重復加拓，遂為拓王氏焉」とあり、複姓を称していることから胡族とみられる。一方、姚薇元（武漢大学）は王盟の属する拓王氏を高句麗族とする。王羆の代に武川鎮に移住した。
523年、破六韓抜陵が乱を起こすと、王盟はこれに従った。525年、破六韓抜陵の敗北後、中山に流寓した。積射将軍に任じられ、蕭宝寅の下で西征した。527年、蕭宝寅が乱を起こすと、王盟は民間に逃亡して、情勢の変化を待った。528年、爾朱天光が関中に入ると、王盟はこれに従った。賀抜岳の下で軍を率いて先鋒となり、万俟醜奴を捕らえ、秦隴の地を平定するのに常に先頭で戦った。征西将軍・平秦郡太守に任じられた。534年、宇文泰が侯莫陳悦を討つにあたって、王盟を召し出して原州におもむかせ留後大都督とした。王盟は高平に駐屯した。侯莫陳悦が平定されると、王盟は原州刺史に任じられた。
孝武帝が長安に入ると、王盟は魏昌県公に封ぜられた。535年、西魏の文帝が即位すると、王盟は車騎大将軍・儀同三司の位を加えられた。537年、召還されて司空となった。538年、司徒に転じた。文帝の悼皇后郁久閭氏を柔然に迎えにいった。侍中を加えられ、太尉に転じた。東魏に対する遠征にあたって、王盟は留後大都督として行雍州事をつとめ、関中の諸軍を統率した。趙青雀の乱が起こると、王盟は李虎とともに西魏の太子元欽を助けて渭北に出兵した。乱が平定されると、爵位は長楽郡公に進み、拓王氏の姓を受けた。542年、太保に転じた。東魏軍が汾州から侵入して、玉壁を包囲すると、王盟は左軍大都督として蒲坂を守備した。543年、太傅に進み、開府儀同三司の位を加えられた。
王盟は態度が謙虚でおごらず、大度で博愛な人物であったため、西魏の文帝の敬愛を受けた。病におちいると、たびたびその邸に文帝の行幸を受けた。545年、死去した。諡は孝定といった。
子に王勵・王懋があった。

## 伝記資料
- 『周書』巻二十・列伝第十二
- 『北史』巻六十一・列伝第四十九